# Английский кокер-спаниель
Англи́йский ко́кер-спание́ль (англ. English cocker spaniel) — порода охотничьих собак.

## Происхождение
Английский кокер-спаниель — порода собак, выведенная искусственным путём в начале XIX века. Первая часть названия породы — «кокер» — происходит от английского woodcock, т. е. вальдшнеп: эти собаки хорошо работают в густом кустарнике, поднимая под выстрел вальдшнепов, куропаток, фазанов; они обладают острым чутьём, отличаются выносливостью — способны в поисках дичи пробегать большие расстояния. Изначально главной задачей при выведении данной породы было создание идеального охотничьего пса. В 1902 году порода была признана официально, кроме того, на неё были установлены жёсткие стандарты, что сильно осложняло дальнейшее выведение, но на сегодня требования, предъявляемые к представителям породы английский кокер-спаниель, сильно изменились. В кратчайшие сроки эта созданная в Англии порода распространилась по всему миру.

## Внешний вид
- Английский кокер-спаниель хорошо сложен.
- Голова большая, но имеет правильную форму, глаза круглые, темные, уши низко посаженные, длинные, с растущей на них длинной, зачастую слегка вьющейся шерстью.
- Это достаточно подвижные собаки, благодаря чему у них хорошо развита мускулатура.
- Рост представителей данной породы редко превышает 40 сантиметров, масса, как правило, не более 15 килограммов.
- Допустимых окрасов довольно много, к примеру, самыми распространёнными являются чало-голубой, рыжий, чёрный и черно-подпалый, однако существуют и иные варианты.
- Шерсть средней длины, мягкая и шелковистая.
- Английские кокер-спаниели отличаются крупными ступнями; между пальцами имеются небольшие перепонки, которые позволяют им отлично плавать. Легко передвигаются по болотам и в камышах.

## Характер
Английский кокер-спаниель — это настоящая охотничья собака, сегодня её смело можно назвать спортивной, так как неуёмная энергия постоянно приводит её в движение. Все движения собаки предельно энергичны, с заметным размахом. Несмотря на повышенную общительность и природное дружелюбие, такие собаки зачастую проявляют недоверие к посторонним людям. Они чувствительны к настроению человека. Игривый нрав и природная весёлость делают их привлекательными для заводчиков. Особо стоит отметить прекрасные нюх и зрение, которые делают этих собак хорошими охотниками. 

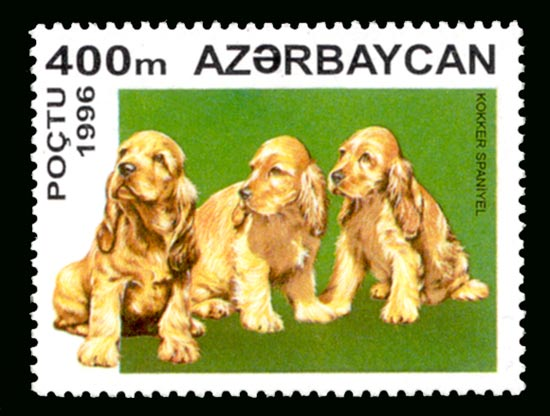

## Уход
Английский кокер-спаниель имеет длинную шерсть, которую нужно вычесывать минимум 2-3 раза в неделю. Некоторые хозяева водят своих питомцев к грумеру или подстригают их сами, другие же ограничиваются регулярным расчесыванием и вычесыванием шерсти.
Купают животное раз в 7-10 дней, глаза очищают ежедневно, уши чистят примерно 2 раза в неделю, а также осматривают их после прогулок на предмет застрявших в шерсти растений или насекомых. Когти подрезают 3 раза в месяц.

## Примечания

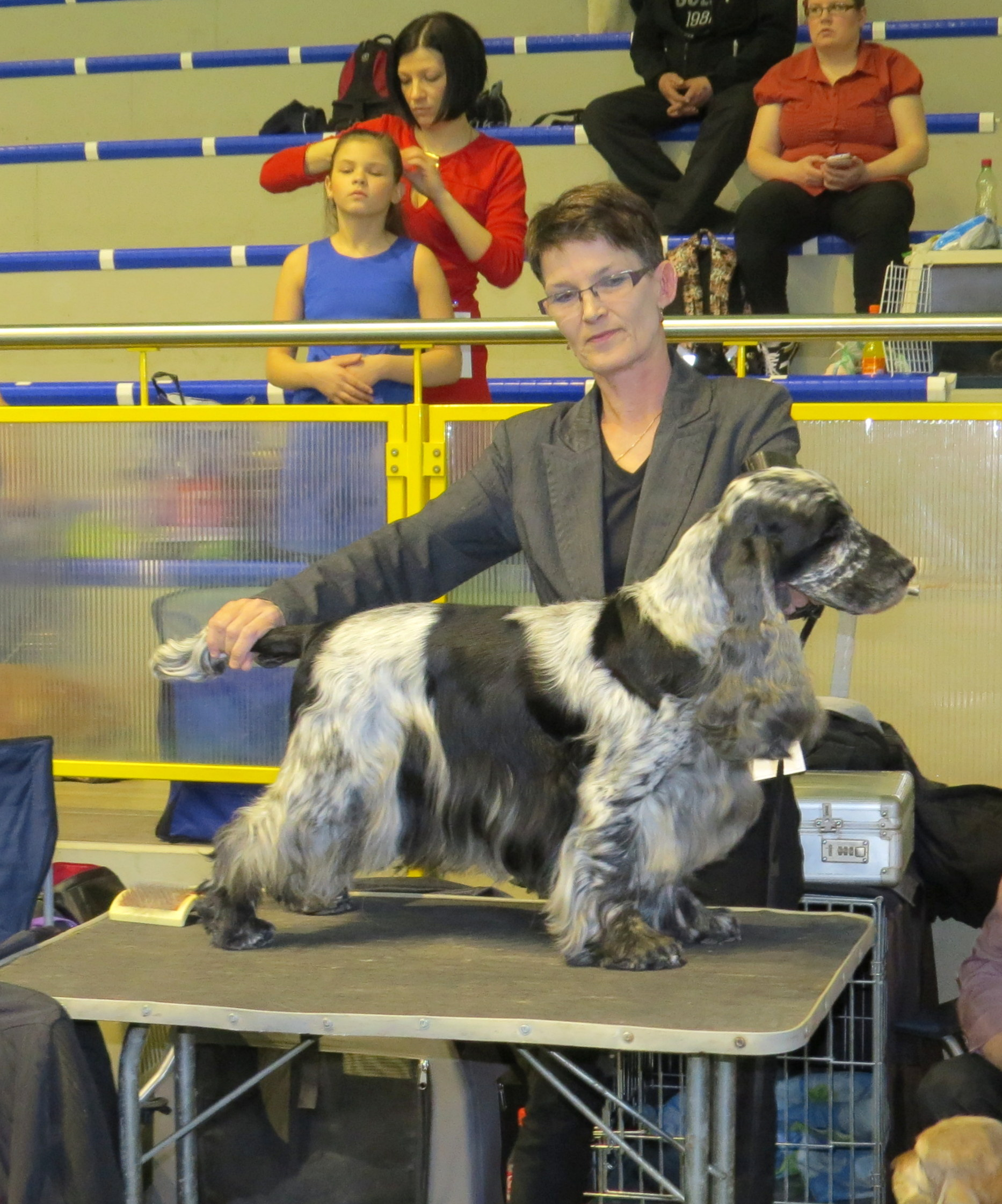